# وسام السوید
وسام السوید (انگلیسی: Wesam Al-Sowayed؛ زادهٔ ۲۹ نوامبر ۱۹۸۷) یک ورزشکار اهل عربستان سعودی است.
از باشگاه‌هایی که در آن بازی کرده‌است می‌توان به باشگاه فوتبال الفیصلی عربستان سعودی، باشگاه فوتبال الاتحاد، و باشگاه فوتبال الانصار عربستان سعودی اشاره کرد.